# Lakshmipur
Lakshmipur (Bengalisch লক্ষ্মীপুর) ist eine Stadt in Bangladesch, die Teil der Division Chittagong ist. Sie ist der Hauptort des Distrikt Lakshmipur. Die Stadt ist Teil des Upazila Lakshmipur. Die Einwohnerzahl Lakshmipurs lag 2011 bei über 83.000.

## Einwohnerentwicklung
| Jahr | Einwohnerzahl |
| ---- | ------------- |
| 1991 | 41.395        |
| 2001 | 63.995        |
| 2011 | 83.112        |

## Persönlichkeiten
- Hasan Mahmud (* 1999), Cricketspieler